# Área de manejo de hábitats y/o especies Laguna Garzón
El Área de manejo de hábitats y/o especies Laguna Garzón es una de las áreas protegidas de Uruguay, teniendo como eje central de preservación la Laguna Garzón. Esta área ha sido objetivo de protección desde 1977 al formar parte del Parque Nacional Lacustre y Área de Uso Múltiple junto con otras áreas costeras del este de Uruguay. Sin embargo en 2014, la Laguna Garzón junto con los predios que la rodean y un sector oceánico pasaron a integrar independientemente el Sistema Nacional de Áreas Naturales Protegidas de Uruguay.

## Ubicación
El área protegida se encuentra situada en la zona sureste de Uruguay, en el límite entre los departamentos de Maldonado y Rocha. Dista 7 km del balneario José Ignacio y 40 km de la ciudad de La Paloma. Se accede al área a través de las rutas nacionales 9 y 10.

## Marco legal de protección
La primera normativa respecto a la importancia de protección de la Laguna Garzón data de 1977, cuando la laguna pasó a formar parte del parque nacional Lacustre y Área de Uso Múltiple, junto con las lagunas José Ignacio y Rocha, a través del decreto n.º 260/977 del 11 de mayo de 1977. En dicho decreto incluye dentro del parque, además de las tres lagunas, el espacio público de dunas que se encuentra comprendido entre la rambla proyectada y el mar, y que va desde la laguna de José Ignacio hasta la laguna de Rocha.
Posteriormente a través del artículo 458 de la ley 16.170 de 1990 se encomendó al MVOTMA el estudio y definición precisa de las áreas de protección y reserva ecológica así como la reglamentación de su uso y manejo, de entre otras áreas la precisada en el anterior decreto N° 260/977.

En 1990 a través del Decreto Nº 12/90 se declaró Reserva Turística Nacional al área de la costa oceánica del departamento de Rocha, comprendida entre el límite con el departamento de Maldonado, la ruta nacional Nº 9 y el océano Atlántico.
En diciembre de 2011 la Dirección Nacional de Medio Ambiente (DINAMA), propuso el ingreso del Área Protegida Laguna Garzón al Sistema Nacional de Áreas Protegidas (SNAP), el cual fue efectivizado en noviembre de 2014 a través del decreto 341/014.

## Delimitación
El área protegida está compuesta por las lagunas Garzón, Laguna Nueva, Rincón de Techera, Mansa, Larga y Chica, así como también por un anillo de predios alrededor de las mismas y un sector del Océano Atlántico que se proyecta seis millas náuticas desde la costa.